# Varouville
Varouville est une commune française, située dans le département de la Manche en région Normandie, peuplée de 222 habitants.

## Géographie
La commune est au nord-est du Cotentin. Son bourg est à 2,5 km à l'est de Saint-Pierre-Église et à 8 km à l'ouest de Barfleur.
| Cosqueville         | Réthoville | Réthoville  |
| Saint-Pierre-Église | Varouville | Tocqueville |
| Saint-Pierre-Église | Clitourps  | Clitourps   |

### Hydrographie
La commune est située dans le bassin Seine-Normandie. Elle est drainée par la rivière de Varouville, le ruisseau de la Coupliere, le fossé 01 d'Angoville-en-Saire et le fossé 01 du Hameau Joyeux,,.

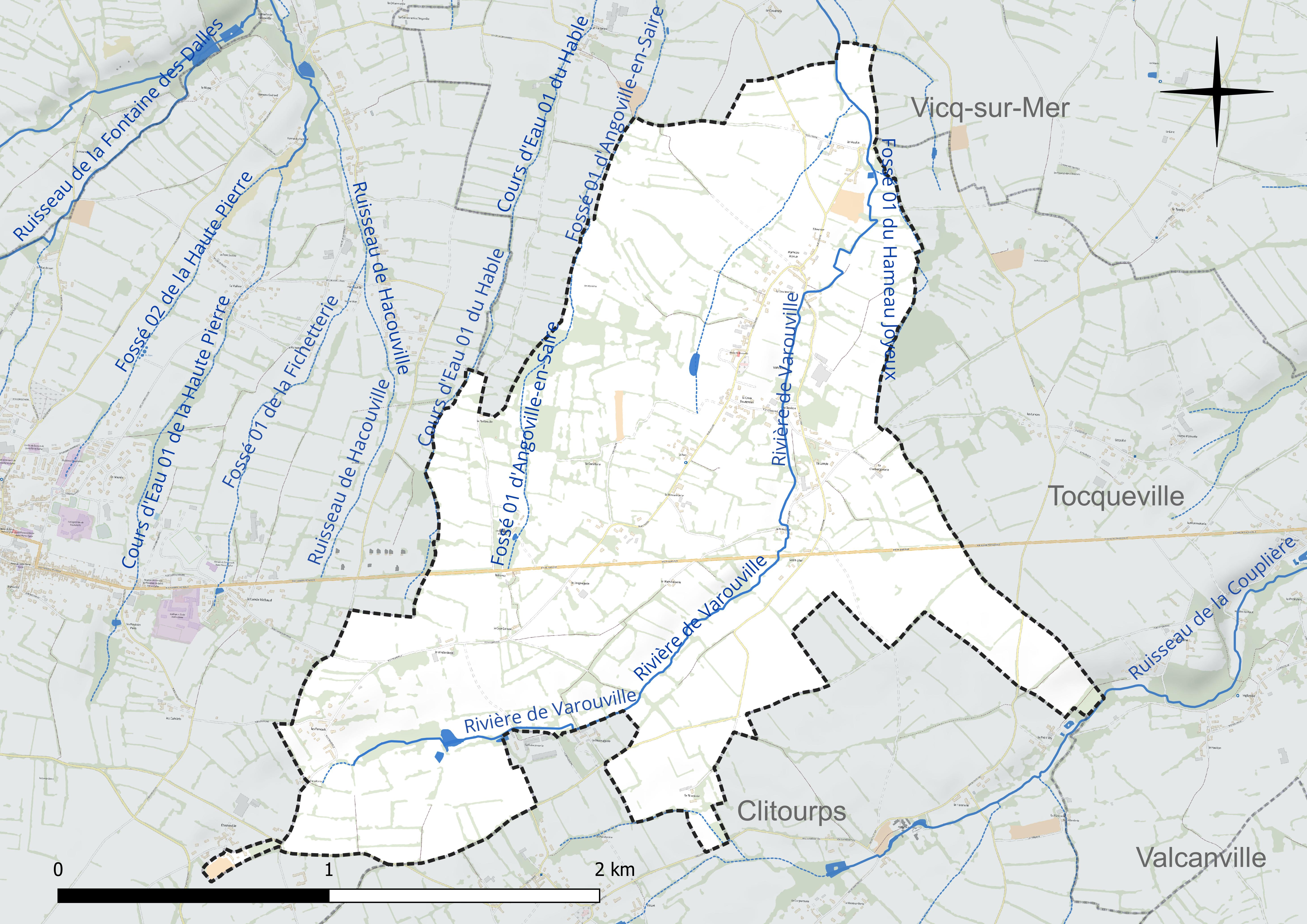
Réseau hydrographique de Varouville.

### Climat
Pour des articles plus généraux, voir Climat de la Normandie et Climat de la Manche.
En 2010, le climat de la commune est de type climat océanique franc, selon une étude du CNRS s'appuyant sur une série de données couvrant la période 1971-2000. En 2020, Météo-France publie une typologie des climats de la France métropolitaine dans laquelle la commune est exposée à un climat océanique et est dans la région climatique  Normandie (Cotentin, Orne), caractérisée par une pluviométrie relativement élevée (850 mm/a) et un été frais (15,5 °C) et venté. Parallèlement le GIEC normand, un groupe régional d’experts sur le climat, différencie quant à lui, dans une étude de 2020, trois grands types de climats pour la région Normandie, nuancés à une échelle plus fine par les facteurs géographiques locaux. La commune est, selon ce zonage, exposée à un « climat maritime », correspondant au Cotentin et à l'ouest du département de la Manche, frais, humide et pluvieux, où les contrastes pluviométrique et thermique sont parfois très prononcés en quelques kilomètres quand le relief est marqué.
Pour la période 1971-2000, la température annuelle moyenne est de 10,9 °C, avec une amplitude thermique annuelle de 10,6 °C. Le cumul annuel moyen de précipitations est de 985 mm, avec 14,3 jours de précipitations en janvier et 6,9 jours en juillet. Pour la période 1991-2020, la température moyenne annuelle observée sur la station météorologique la plus proche, située sur la commune de Gatteville-le-Phare à 6 km à vol d'oiseau, est de 11,6 °C et le cumul annuel moyen de précipitations est de 866,7 mm,. Pour l'avenir, les paramètres climatiques de la commune estimés pour 2050 selon différents scénarios d’émission de gaz à effet de serre sont consultables sur un site dédié publié par Météo-France en novembre 2022.

## Urbanisme

### Typologie
Au 1er janvier 2024, Varouville est catégorisée commune rurale à habitat dispersé, selon la nouvelle grille communale de densité à sept niveaux définie par l'Insee en 2022.
Elle est située hors unité urbaine. Par ailleurs la commune fait partie de l'aire d'attraction de Cherbourg-en-Cotentin, dont elle est une commune de la couronne,. Cette aire, qui regroupe 77 communes, est catégorisée dans les aires de 50 000 à moins de 200 000 habitants,.

### Occupation des sols
L'occupation des sols de la commune, telle qu'elle ressort de la base de données européenne d’occupation biophysique des sols Corine Land Cover (CLC), est marquée par l'importance des territoires agricoles (100 % en 2018), une proportion identique à celle de 1990 (100 %). La répartition détaillée en 2018 est la suivante : prairies (46 %), terres arables (38,5 %), zones agricoles hétérogènes (15,5 %). L'évolution de l’occupation des sols de la commune et de ses infrastructures peut être observée sur les différentes représentations cartographiques du territoire : la carte de Cassini (XVIIIe siècle), la carte d'état-major (1820-1866) et les cartes ou photos aériennes de l'IGN pour la période actuelle (1950 à aujourd'hui).

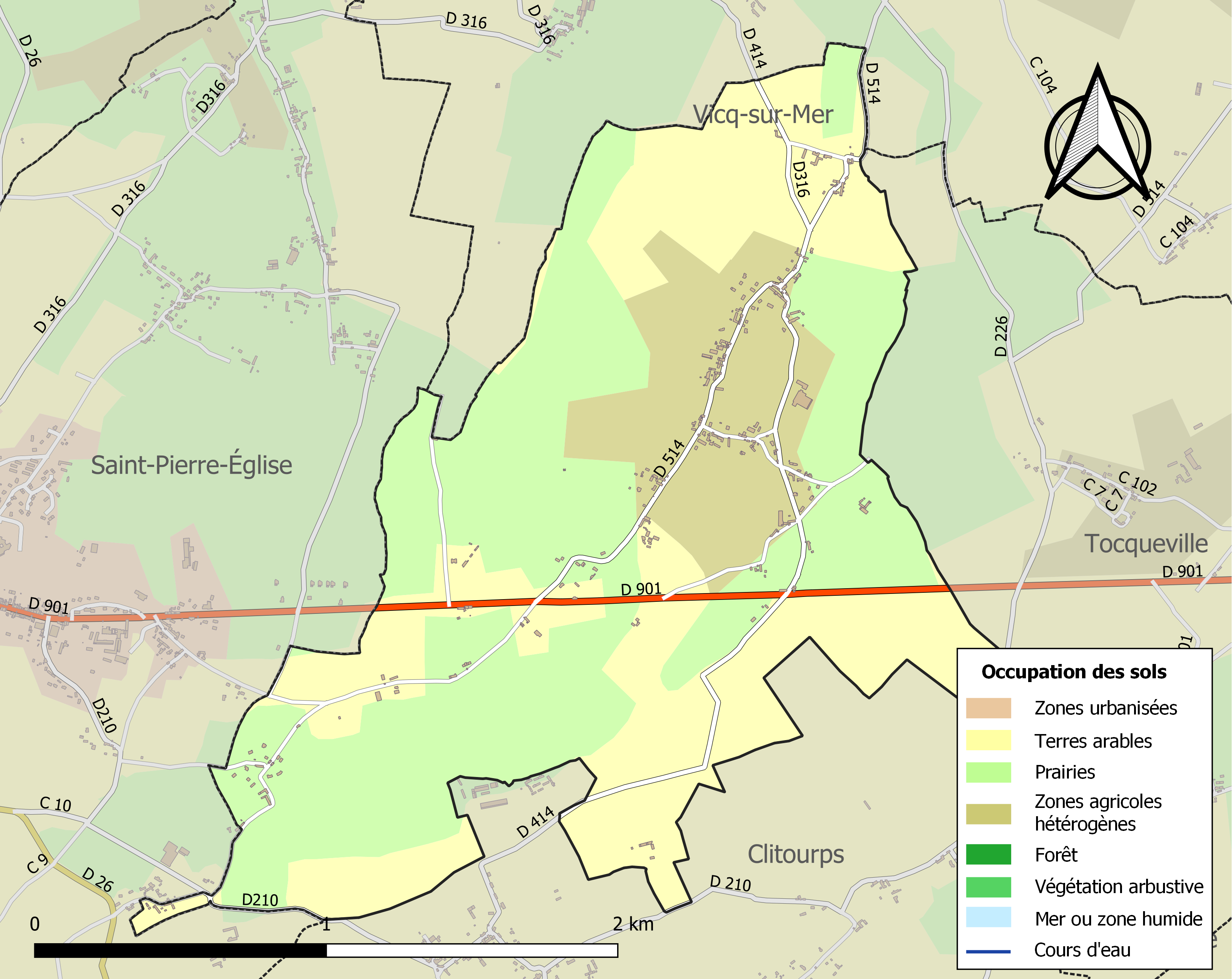
Carte des infrastructures et de l'occupation des sols de la commune en 2018 (CLC).

## Toponymie
Le nom de la localité est attesté sous les formes Vasrouvilla (sans date), Warouvilla en 1280, Varrouvilla vers 1280.
Le toponyme est basé sur un anthroponyme germanique tel que Warald ou Warulfus,, (forme latinisée, comprendre Warulf/Warolf cf. Warulfe Ier d'Uxelles) et sur l'ancien français ville/vile dans son sens originel de « domaine rural » issu du latin villa rustica.
Remarque : le même nom de personne est attesté au moins une seconde fois en Normandie dans Montgaroult (Orne, Mons Warulfi 1063), cette commune se trouvant au sud de l'isoglosse w- / g(u)- (qui est parallèle à la ligne Joret en Normandie), d'où le passage de [w] > [g], alors que dans Varouville, il s'agit de l'évolution secondaire [w] > [v] qui s'est produite seulement à partir du XIIe siècle.
Le gentilé est Varouvillais.

## Histoire
Dans un aveu daté de 1500 on apprend que Jean de Pirou, seigneur de Beaumont en la Hague, dont dépendent Clitourps, Varouville, Réthoville, Cosqueville, Fermanville, avait droit de patronage, colombier, garennes, bois, près, et la juridiction de bas-justicier et partageait son droit de gravage avec le seigneur de Gonneville. Jean de Pirou possédait deux moulins à blé et avait également « salines et grèves à faire le sel ». C'est à la famille Pirou que l'on doit au XVe siècle le début de la construction du château de Flamanville à l'exception de la chapelle, qui est plus ancienne.
À la fin du XVIe siècle, Richard Castel († 1592), qui descend d'une ancienne famille, achète le fief de Varouville.
À la Révolution, Alexandre Andrault de Langeron (1763-1831), lieutenant général, en possession du fief de Courcy à Varouville, émigra, et vit ses biens confisqués.
Entre 1911 et 1950, la commune est traversée par le « Tue-Vaques », le chemin de fer entre Cherbourg et Barfleur, dont on peut encore voir l'ancienne gare à l'architecture du XXe siècle, près de l'église.

## Politique et administration
| Période                                                                                         | Période   | Identité            | Étiquette | Qualité               |
| ----------------------------------------------------------------------------------------------- | --------- | ------------------- | --------- | --------------------- |
| 1794                                                                                            | 1795      | Louis Germain       |           |                       |
| 1795                                                                                            | 1799      | Bon Goubert         |           |                       |
| 1799                                                                                            | 1800      | Gilles Gaillard     |           |                       |
| 1800                                                                                            | 1808      | François Auvray     |           |                       |
| 1808                                                                                            | 1809      | Louis Auvray        |           |                       |
| 1809                                                                                            | 1815      | Louis Germain       |           |                       |
| 1815                                                                                            | 1815      | Louis Trohel        |           |                       |
| 1815                                                                                            | 1818      | Jacques Vindard     |           |                       |
| 1818                                                                                            | 1825      | Pierre Corbin       |           |                       |
| 1825                                                                                            | 1848      | Louis Germain       |           |                       |
| 1848                                                                                            | 1855      | Charles Hamel       |           |                       |
| 1855                                                                                            | 1859      | Jean Germain        |           |                       |
| 1859                                                                                            | 1868      | Étienne Germain     |           |                       |
| 1868                                                                                            | 1874      | Jean Trohel         |           |                       |
| 1874                                                                                            | 1900      | Augustin Germain    |           |                       |
| 1900                                                                                            | 1912      | Jean Trohel         |           |                       |
| 1912                                                                                            | 1936      | Edmond Germain      |           |                       |
| 1936                                                                                            | 1974      | Jean Corbin         |           |                       |
| 1974                                                                                            | 1991      | Jules Bonhomme      |           |                       |
| 1991                                                                                            | mars 2001 | Maurice Langlois    |           |                       |
| mars 2001                                                                                       | mai 2020  | Évelyne Laloë       | UMP       | Retraitée             |
| mai 2020                                                                                        | En cours  | Françoise Medernach | DVG       | Principale de collège |
| Une partie des données est issue d'une liste établie par Jean Pouëssel et Jean-François Halley. |           |                     |           |                       |

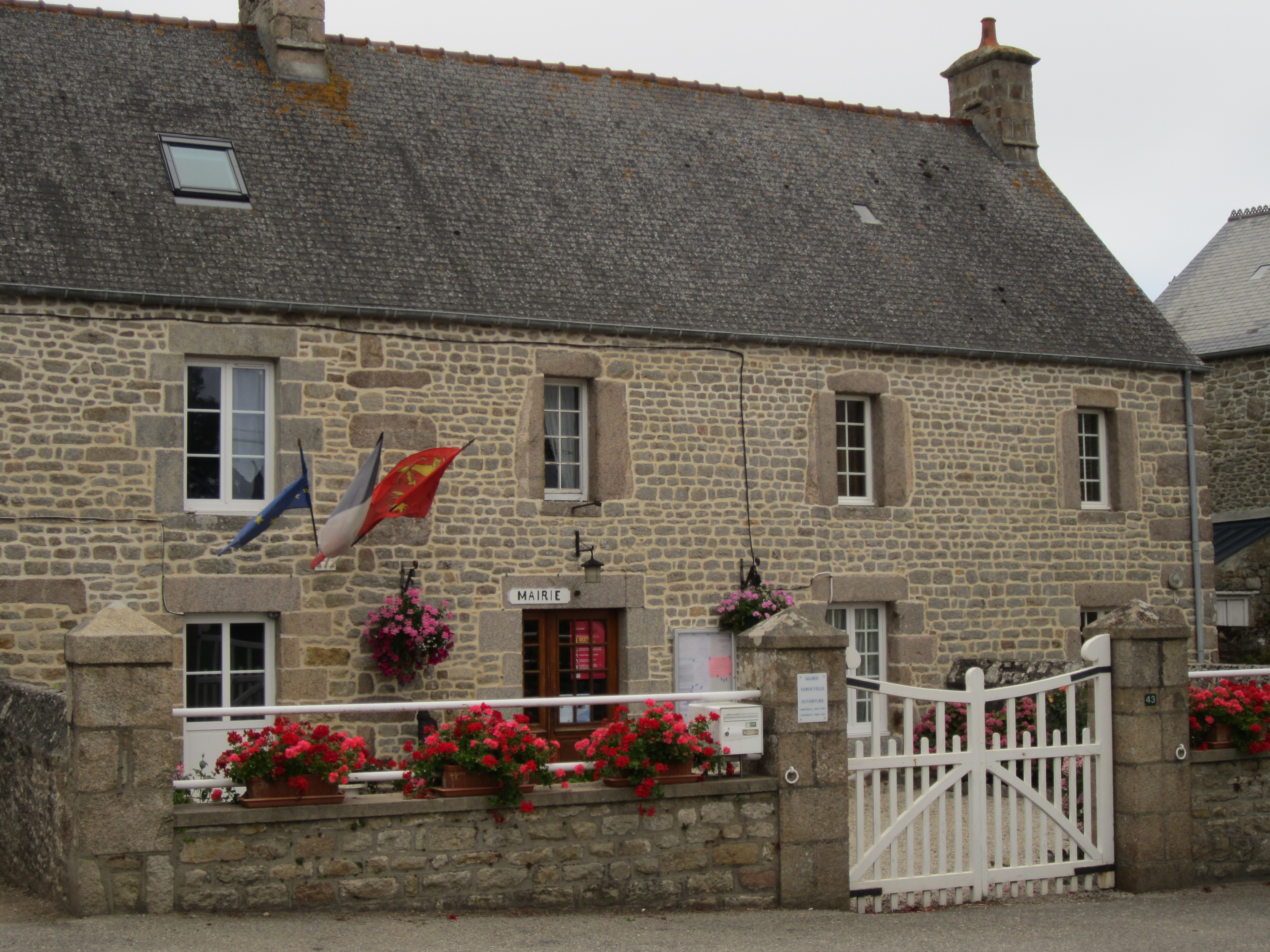
La mairie.

Le conseil municipal est composé de onze membres dont le maire et deux adjoints.

## Démographie
L'évolution du nombre d'habitants est connue à travers les recensements de la population effectués dans la commune depuis 1793. Pour les communes de moins de 10 000 habitants, une enquête de recensement portant sur toute la population est réalisée tous les cinq ans, les populations de référence des années intermédiaires étant quant à elles estimées par interpolation ou extrapolation. Pour la commune, le premier recensement exhaustif entrant dans le cadre du nouveau dispositif a été réalisé en 2005.
En 2022, la commune comptait 222 habitants, en évolution de −16,54 % par rapport à 2016 (Manche : −0,31 %, France hors Mayotte : +2,11 %).
Varouville a compté jusqu'à 519 habitants en 1806.
| 1793 | 1800 | 1806 | 1821 | 1831 | 1836 | 1841 | 1846 | 1851 |
| ---- | ---- | ---- | ---- | ---- | ---- | ---- | ---- | ---- |
| 506  | 466  | 519  | 483  | 502  | 483  | 454  | 450  | 458  |

| 1856 | 1861 | 1866 | 1872 | 1876 | 1881 | 1886 | 1891 | 1896 |
| ---- | ---- | ---- | ---- | ---- | ---- | ---- | ---- | ---- |
| 449  | 424  | 419  | 403  | 376  | 348  | 326  | 323  | 296  |

| 1901 | 1906 | 1911 | 1921 | 1926 | 1931 | 1936 | 1946 | 1954 |
| ---- | ---- | ---- | ---- | ---- | ---- | ---- | ---- | ---- |
| 283  | 291  | 326  | 244  | 255  | 239  | 240  | 231  | 229  |

| 1962 | 1968 | 1975 | 1982 | 1990 | 1999 | 2005 | 2006 | 2010 |
| ---- | ---- | ---- | ---- | ---- | ---- | ---- | ---- | ---- |
| 233  | 236  | 194  | 215  | 255  | 274  | 287  | 296  | 267  |

| 2015 | 2020 | 2022 | - | - | - | - | - | - |
| ---- | ---- | ---- | - | - | - | - | - | - |
| 268  | 233  | 222  | - | - | - | - | - | - |

## Lieux et monuments

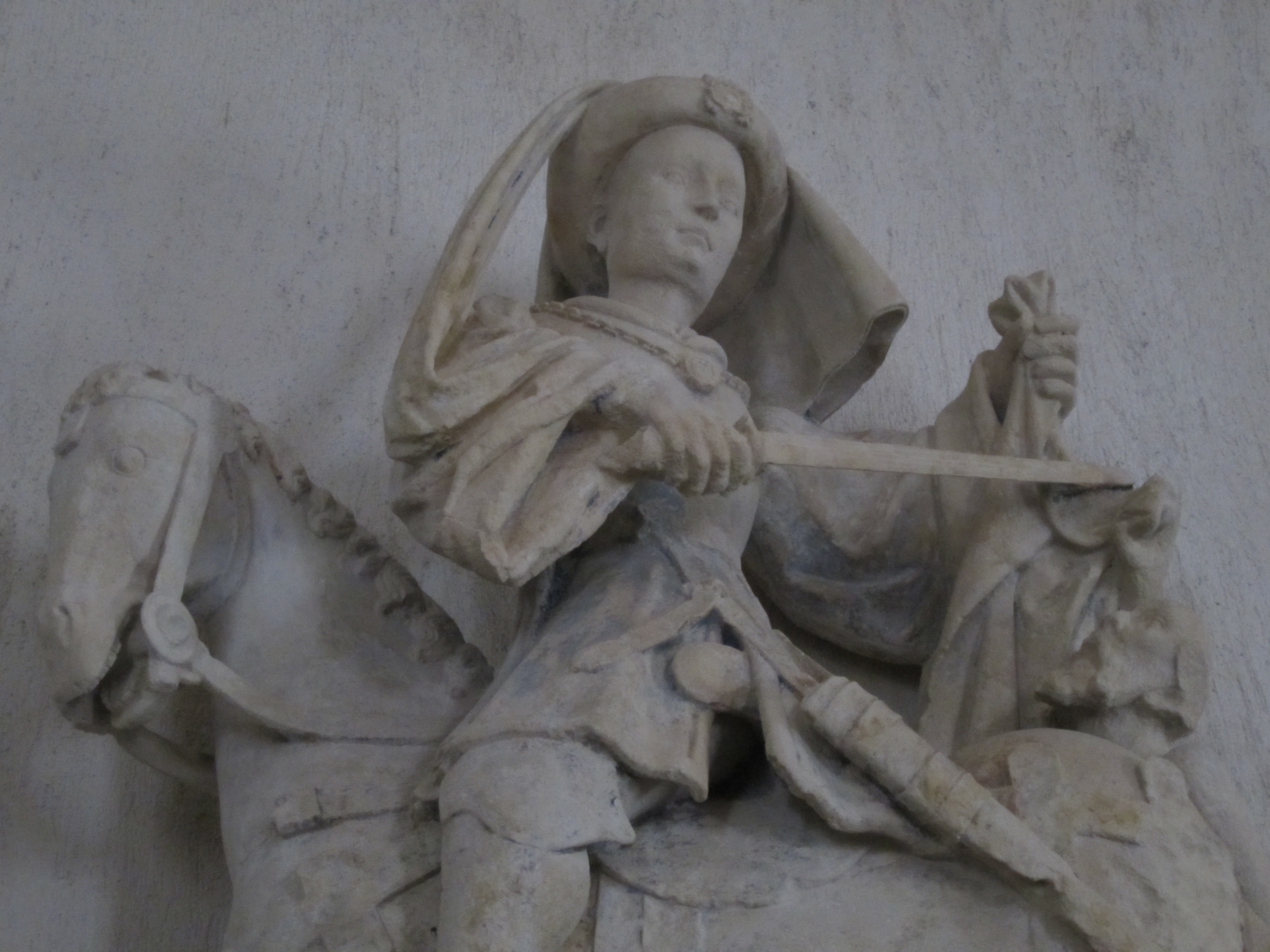
La Charité de saint Martin.

- Église Saint-Martin des XIIe, XVIIIe – XIXe siècles avec un clocher en bâtière bâti en 1710, et la trace d'un cadran solaire du XVIIe sur le mur sud, et dont le mobilier fut fortement endommagé pendant la Révolution. Elle abrite un groupe sculpté charité de saint Martin avec donateur en pierre calcaire de la fin du XVe classée au titre objet aux monuments historiques[34]. Elle formait à l'origine tympan au-dessus de la porte d'entrée, sous l'avant-porche, de l'église et fut déplacée à l'intérieur de la nef afin d'être mieux conservée. Le donateur sans tête est représenté en prière, avec probablement son épouse derrière lui, à gauche du groupe sculpté. [35]. Sont également conservés un maître-autel du XIXe, un lutrin en métal forgé du XIXe, un tableau avec donateur la Résurrection du Christ du XIXe, une verrière du XXe[26].
- Château de la Bréhoulle dit de Belle-Vue du XIXe siècle avec parc. Il fut bâti par Didot, membre de la dynastie Firmin-Didot.
- La Boulaye du XVIe siècle.
- Ancienne gare, près de l'église, de la ligne de chemin de fer de Cherbourg à Barfleur où s'arrêtait le « tue-vaques »[36].
- Fontaine Saint-Clair.
- Oratoire Notre-Dame de la Pitié du XVIIIe siècle à la Vindarderie.
- Croix de chemin du XVIIe siècle en granit, croix de cimetière du XVIIe siècle, Croix Rouge et Croix Boutereux.